# 福岡大学の人物一覧
福岡大学の人物一覧（ふくおかだいがくのじんぶついちらん）は、福岡大学に関係する人物の一覧記事。

## 著名な教職員
- 末永直行 - 音楽評論家、元理事長
- 柴田稔彦 - 英文学、名誉教授
- 清水孝純 - 比較文学、名誉教授
- 上田和夫 - 独文学、名誉教授
- 岸根敏幸 - 宗教学者、教授
- 松塚俊三 - イギリス史、教授
- 森茂暁 - 歴史学、教授
- 星乃治彦 - ドイツ史、教授、人文学部長
- 木下敏之 - 産業経済学、教授、元佐賀市長
- 渡辺正和 - スポーツ科学、講師、元プロ野球選手、野球部副部長・元監督

## 著名な在学生
- 是永瞳 - 女優

## OB・OG

### 政界
- 長峯基 - 元参議院議員（自由民主党）
- 松下俊男 - 元福岡県中間市長
- 松本嶺男 - 元福岡県糸島市長
- 金子健次 - 福岡県柳川市長
- 有吉哲信 - 元福岡県宮若市長
- 武末茂喜 - 福岡県那珂川市長
- 原口新五 - 福岡県久留米市長
- 田頭喜久己 - 福岡県朝倉郡筑前町長
- 土屋良文 - 元宮崎県児湯郡新富町長
- 森正明 - 神奈川県議会議員、元サッカー選手
- 脇山伸太郎 - 佐賀県東松浦郡玄海町長
- 向門慶人 - 佐賀県鳥栖市長
- 橋口絵里奈 - 福岡市議会議員（日本維新の会）

### 官界
- 冨永純正 - 駐コンゴ民主共和国特命全権大使
- 渡邊俊二 - 元熊本県住宅供給公社理事長、元熊本県土木部長

### 財界
- 中島彰彦 - アソウ・ヒューマニーセンター社長
- 北義則 - トーカ堂社長
- 古賀督徳 - 元トムス・エンタテインメント社長
- 村田邦彦 - ピエトロ創業者・元社長
- 渡邊孝夫 - 西京銀行会長
- 関文彦 - 関家具創業者・社長
- 時津孝康 - ホープ創業者・社長
- 玉木康裕 - タマホーム創業者・会長

### 研究者・学者
- 土肥一史 - 知的財産法、一橋大学名誉教授、元日本工業所有権法学会理事長
- 夏木大吾 - 考古学、東京大学特任助教
- 熊谷嘉人 - 衛生化学、筑波大学医学医療系教授、日本毒性学会理事長
- 澤田亨 - スポーツ疫学、早稲田大学スポーツ科学部教授
- 岩永忠康 - 流通経済学、佐賀大学経済学部教授
- 大里仁士 - 経済政策、元九州国際大学学長
- 梶尾真治 - 小説家、SF作家（『黄泉がえり』等）
- 末弘喜久 - 小説家
- 浦辺登 - 文芸評論家、書評家

### 芸能
- 安部俊幸 - チューリップ/ギタリスト
- 上田雅利 - チューリップ/ドラマー
- 江藤漢斉 - 俳優（前進座）（経済学部）
- 橋本志穂 - タレント（元福岡放送アナウンサー）
- 桂梅團治 (4代目) - 落語家
- 立川生志 - 落語家
- 台所おさん - 落語家
- 立川志の麿 - 落語家
- 三遊亭好二郎 - 落語家
- 博多華丸・大吉 - 漫才コンビ（二人とも中退）
- 中島つぐまさ - ローカルタレント
- 西山一星 - 地元福岡のローカルタレント
- 中田和宏 - 声優
- 緒方明 - 映画監督
- ゴリけん - お笑い芸人
- どぶろっく - お笑いコンビ
- 川原豪介 - お笑い芸人
- 大庭宗一 - エッセイスト、ラジオパーソナリティ
- 大石哲也 - 脚本家
- 後藤敦 - 声優
- EIJI - ラジオパーソナリティ
- 吉村昌広 - ラジオパーソナリティ
- 福田眞純 - 歌手
- 中嶋かずあき - ローカルタレント
- 谷口崇 - シンガーソングライター
- 青木理奈 - ローカルタレント
- 坂井汐梨 - ローカルタレント
- 篠原篤 - 俳優
- 福場俊策 - 俳優
- 河野良祐 - 俳優
- 岩永徹也 - モデル/俳優
- Bigfumi - シンガーソングライター（3年時中退）
- さきぽん - お笑い芸人
- サンシャイン - お笑いコンビ
- 南鉄平 - フリーアナウンサー
- 安部潤 - ピアニスト、キーボーディスト

### スポーツ

#### プロ野球
- 相木崇 - 元阪神タイガース投手
- 井上絢登 - 横浜DeNAベイスターズ内野手
- 井場友和 - 元北海道日本ハムファイターズ投手
- 入野久彦 - 元東北楽天ゴールデンイーグルス捕手、現読売ジャイアンツブルペン捕手
- 上原幸真 - 元琉球ブルーオーシャンズ投手
- 梅野隆太郎 - 阪神タイガース捕手
- 榎田大樹 - 元埼玉西武ライオンズ投手、現コーチ
- 甲斐雄平 - 元阪神タイガース外野手
- 萱島大介 - 元阪神タイガース内野手
- 川﨑成晃 - 元東京ヤクルトスワローズ外野手
- 川頭秀人 - 元福岡ソフトバンクホークス投手
- 喜田剛 - 元横浜ベイスターズ内野手
- 木下里都 - 阪神タイガース投手
- 信樂晃史 - 元千葉ロッテマリーンズ投手
- 白仁田寛和 - 元オリックス・バファローズ投手
- 岳野竜也 - 元埼玉西武ライオンズ捕手
- 竹之内徹 - 元ロッテオリオンズ
- 中島彰吾 - 元東京ヤクルトスワローズ投手
- 仲田慶介 - 埼玉西武ライオンズ内野手、外野手
- 藤原紘通 - 元東北楽天ゴールデンイーグルス投手
- 御船英之 - 元近鉄バファローズ内野手
- 宮田輝星 - 元北海道日本ハムファイターズ外野手
- 渡辺正和 - スポーツ科学部助手。元福岡ダイエーホークス投手。福岡大学大学院修士課程修了。

#### サッカー
- 保田道夫 - 元日本代表
- 小林幸一 - 元フジタ工業
- 森正明 - 元日本代表、神奈川県議会議員
- 牧内辰也 - 元全日空サッカークラブ
- 冨嶋均 - 元横浜フリューゲルス
- 高田哲也 - 元湘南ベルマーレ
- 土斐﨑浩一 - 元清水エスパルスフィジカルコーチなど
- 吉永一明 - 元アルビレックス新潟監督
- 西形浩和 - ベガルタ仙台フィジカルコーチ
- 仁田尾博幸 - 鳳凰高等学校監督
- 國保塁 - 清水エスパルスコンディショニングコーチ
- 豊島幸一 - カマタマーレ讃岐GKコーチ
- 大西貴 - 元京都パープルサンガ
- 小山健二 - 元大分トリニータ・横浜FC
- 柴暢彦 - 元アルビレックス新潟
- 大久保誠 - 元サンフレッチェ広島
- 高橋直樹 - 元アルビレックス新潟
- 黒部光昭 - 元京都パープルサンガ・カターレ富山など、日本代表経験者
- 吉本岳史 - 元横浜FC・水戸ホーリーホックなど
- 坪井慶介 - 元浦和レッズ・湘南ベルマーレなど、日本代表経験者
- 太田恵介 - 元V・ファーレン長崎
- 杉山哲 - 東京ユナイテッドFC
- 加藤秀典 - FC神楽しまねアシスタントコーチ
- 小井手翔太 - 元サガン鳥栖、ガイナーレ鳥取など
- 奈良崎寛 - 元サガン鳥栖
- 田代有三 - 元鹿島アントラーズ、ヴィッセル神戸など、日本代表経験者
- 長野聡 - 北海道十勝スカイアース監督
- 川田和宏 - 元大分トリニータ・ブラウブリッツ秋田など
- 衛藤裕 - 元サガン鳥栖・徳島ヴォルティスなど
- 登尾顕徳 - 元京都サンガF.C.・徳島ヴォルティスなど
- 高橋大輔 - 元大分トリニータ・セレッソ大阪
- 高橋祐太郎 - 元ヴィッセル神戸・セレッソ大阪など
- 赤星拓 - 元サガン鳥栖・徳島ヴォルティス
- 山口和樹 - 元アビスパ福岡
- 川原周剛 - 元ファジアーノ岡山
- 若松賢治 - 元サンフレッチェ広島
- 前田義貴 - 元サガン鳥栖
- 冨成慎司 - 元FC岐阜・鹿児島ユナイテッドFCなど
- 飯山悠吾 - 元グルージャ盛岡など
- 西田信孝 - 元FC岐阜
- 山内祐一 - TTMカスタムズFC
- 樋口大輝 - タイ・ホンダFC（タイ）
- 河田晃兵 - ヴァンフォーレ甲府
- 福井諒司 - FC琉球
- 岡田祐政 - 元グルージャ盛岡など
- 前山恭平 - ブラウブリッツ秋田
- 宮路洋輔 - 元アビスパ福岡、ホンダロックSC
- 末吉隼也 - 元アビスパ福岡、サガン鳥栖など
- 藤田直之 - セレッソ大阪
- 代健司 - テゲバジャーロ宮崎
- 永井謙佑 - 名古屋グランパス
- 石津大介 - アビスパ福岡
- 黒木恭平 - 京都サンガF.C.
- 岸田和人 - レノファ山口FC
- 岸田翔平 - 水戸ホーリーホック
- 清武功暉 - FC琉球
- 牟田雄祐 - いわてグルージャ盛岡
- 田中智大 - 元FC岐阜・ブラウブリッツ秋田など
- 藤嶋栄介 - モンテディオ山形
- 黒氏啓介 - 元Y.S.C.C.横浜
- 大武峻 - ジュビロ磐田
- 武内大 - 元V・ファーレン長崎
- 山﨑凌吾 - 名古屋グランパス
- 弓崎恭平 - 元ギラヴァンツ北九州・カターレ富山
- 加部未蘭 - 福岡大入学前にヴァンフォーレ甲府・ギラヴァンツ北九州に在籍
- 田村友 - 元SC相模原
- 西嶋有矢 - ガイナーレ鳥取
- 平田拳一朗 - 高知ユナイテッドSC
- 西岡大志 - 愛媛FC
- 稲葉修土 - カターレ富山
- 木本恭生 - FC東京
- 薗田卓馬 - 鹿児島ユナイテッドFC
- 山道淳司 - ホンダロックSC
- 川上竜 - SC相模原
- 黒瀬純哉 - テゲバジャーロ宮崎
- 中島大貴 - 元カマタマーレ讃岐・ブラウブリッツ秋田
- 野嶽惇也 - 鹿児島ユナイテッドFC
- 瓜生昂勢 - アスルクラロ沼津
- 永石拓海 - アビスパ福岡
- 山下敬大 - サガン鳥栖
- 石田皓大 - テゲバジャーロ宮崎
- 青山生 - テゲバジャーロ宮崎
- 菅田真啓 - ロアッソ熊本
- 河原創 - ロアッソ熊本
- 梅田魁人 - テゲバジャーロ宮崎
- 大熊健太 - テゲバジャーロ宮崎
- 井上健太 - 大分トリニータ
- 梅木翼 - レノファ山口FC
- 真木晃平 - SC相模原

#### ラグビー
- 西浦達吉 - 日本代表・7人制日本代表選手、元コカ・コーラレッドスパークス
- 上田泰平 - 日本代表選手、元ホンダヒート
- 平島久照 - 日本代表選手、神戸製鋼コベルコスティーラーズ
- 築城昌拓 - 7人制日本代表選手、コカ・コーラレッドスパークス
- 桑水流裕策 - 日本代表・7人制日本代表選手、コカ・コーラレッドスパークス
- 加藤誠央 - 7人制日本代表選手、九州電力キューデンヴォルテクス

#### バスケットボール
- 石谷聡 - 元プロバスケットボール選手：2008年卒業
- 川面剛 - 元プロバスケットボール選手
- 澤岻安史 - 元プロバスケットボール選手：2002年卒業
- 中園隆一郎 - 元プロバスケットボール選手
- 片山菜々 - 山梨クィーンビーズ
- 中野由希 - 日立ハイテク クーガーズ

#### 陸上競技
- 上田百寧 - やり投
- 喜多秀喜 - 元マラソン選手。
- 久保山晴菜（英語版） - 短距離走選手。男女混合4×400mリレー日本記録保持者。
- 佐藤恵 - 元走高跳選手。元日本記録保持者。ロサンゼルス、ソウル、バルセロナ（7位入賞）の各オリンピック出場
- 桝見咲智子 - 走幅跳
- 真野友博 - 走高跳

#### バレーボール
- 白澤健児 - パナソニックパンサーズ
- 堀田理恵 - 岡山シーガルズ
- 井上俊輔 - JTサンダーズ
- 村上華澄 - PFUブルーキャッツ
- 川添美優 - PFUブルーキャッツ

#### その他
- 青木翔 - ティーチングプロゴルファー
- 中庭健介 - フィギュアスケート選手
- 岡崎真 - フィギュアスケート選手
- 西村誠司 - 空手
- 松元和昭 - 空手
- 小斎武志 - 柔道
- 清水博之 - ハンドボール全日本男子代表監督
- 植木宏和 - ハンドボール選手
- 半田信吾 - ハンドボール選手
- 久保慶悟 - ハンドボール選手
- 清家卓也 - ハンドボール選手
- 野口智秀 - ハンドボール選手
- 中尾俊介 - ハンドボール選手
- 中村匠 - ハンドボール選手
- ばってん多摩川 - プロレス
- 上村優也 - プロレス
- 高木裕（英語版） - セーリング選手
- 小川聡志 - プロレス

### マスコミ
- 久保俊郎 - フリーアナウンサー、元福岡放送
- 舘恭子 - 福岡放送記者・元アナウンサー
- 近藤鉄太郎 - 九州朝日放送
- 柴田拓 - NHK
- 松本祐明 - 元テレビ長崎
- 大村咲子 - フリー、元テレビ長崎
- 外村倫子 - フリー、元NHK長崎放送局契約キャスター、元長崎国際テレビ
- 安部敏恵 - フリー、元四国放送、元NHK北九州放送局契約キャスター
- 高木千亜紀 - 元静岡朝日テレビ
- 中村康人 - 元大分朝日放送、元瀬戸内海放送
- 一柳信行 - 中国放送
- 山本圭介 - TVQ九州放送
- 生野陽子 - フジテレビジョン（福岡大学出身初の民放キー局アナウンサー）
- 國枝政晃 -元長崎放送
- 牟田雄一郎 - ラジオパーソナリティ、元エフエム佐賀
- 林亜美 - フリー、元長崎文化放送
- 西川諭 - エフエム福岡
- 原田佳子 - フリー、元NHK鳥取放送局契約キャスター、元岩手朝日テレビ
- 丸田輝久 - フリー、元熊本県民テレビ、元TVQ九州放送記者
- 山田邦博 - 熊本放送
- 糸永有希 - 熊本放送
- 宮地靖子 - フリー、元大分朝日放送
- 森拓磨 - 広島テレビ放送
- 近藤奈央 - フリー、気象予報士、元NHK長崎放送局契約キャスター
- 小野宏樹 - 広島テレビ放送
- 外種子田結 - 宮崎放送
- 原千晶 - フリー、元テレビ山口
- 上田奈央 - 山口放送

### その他
- 宮本幸裕 - アニメーション監督、演出家
- 森田宏幸 - アニメーション監督、アニメーター
- 木内一雅 - 漫画家（『代紋TAKE2』等）
- 小林よしのり - 漫画家（『東大一直線』、『おぼっちゃまくん』、『ゴーマニズム宣言』等）
- せきやてつじ - 漫画家（『バンビ〜ノ!』等）（中退）
- 牛島康介 - フォトグラファー